# کومونانزا
کومونانزا (به ایتالیایی: Comunanza) یک کومونه در ایتالیا است که در استان اسکولی پیچنو واقع شده‌است. کومونانزا ۵۴٫۰ کیلومتر مربع مساحت و ۳٬۲۳۳ نفر جمعیت دارد و ۴۴۸ متر بالاتر از سطح دریا واقع شده‌است.